# Стикер, Каталин
Каталин Стикер (венг. Sticker Katalin; 26 декабря 1932, Эстергом — 26 февраля 1959, Будапешт), она же Белане Хаврилла (венг. Havrilla Béláné) — венгерская рабочая, активная участница антикоммунистического Венгерского восстания 1956 года. Одна из шести венгерских женщин, казнённых властями ВНР после подавления восстания. В современной Венгрии считается героиней и мученицей революции.

## Детство, юность, работа
Родилась в семье художника, но практически не знала отца. Почти всё детство провела в приюте, как и четверо её братьев. Мать забрала Каталин из приюта в 13-летнем возрасте.
Освоила профессию текстильщицы. В 1948—1952 работала на фабрике в Уйпеште, потом до 1955 была уборщицей в воинской части. В 1956 году устроилась на будапештский электроламповый завод. Жила бедно, с трудом оплачивала аренду жилья.
В 1952 году вышла замуж, приняла имя Белане Хаврилла. Вскоре брак распался, родные и друзья звали её по-прежнему.

## В боях восстания
Каталин Стикер отличалась твёрдым характером и придерживалась антикоммунистических взглядов. 24 октября 1956 года она присоединилась к Венгерскому восстанию. На следующий день включилась в оборону «Пассажа Корвина».
Сначала Каталин Стикер выполняла у повстанцев обязанности повара и санитарки, но быстро взяла в руки оружие и участвовала в боях с советскими войсками. Познакомилась с Марией Витнер и действовала в тесном боевом содружестве с ней.
Стикер и Витнер организовали охрану позиций повстанцев и ночное патрулирование территории. 30—31 октября Каталин Стикер участвовала в «зачистке» помещений, исследовании подземных казематов на площади Республики и поиске оружия. По некоторым данным, проявляла большую жёсткость в отношении сотрудников коммунистической госбезопасности.
4 ноября началось массированное наступление советских войск на позиции повстанцев. Некоторым из них — в том числе Каталин Стикер, Марии Витнер, Йожефу Коте Шёрёшу — удалось выбраться из окружения, скрыться и пробраться в Австрию. Однако после объявления амнистии они вернулись на родину.

## Показательная казнь
Каталин Стикер вернулась в Венгрию 12 января 1957 года. 25 июля она была арестована. Власти решили провести показательные процессы не только над повстанческими командирами (были казнены Йожеф Дудаш, Янош Сабо, Кемаль Экрем, Роберт Бан), но и над активными рядовыми участниками будапештских боёв.
Перед судом по «делу Марии Витнер и её сообщников» предстали девять человек. 23 июля 1958 года они были приговорены к смертной казни. Апелляционная инстанция заменила шесть приговоров, в том числе Витнер, на различные сроки заключения. Смертная казнь осталась в силе для Йожефа Коте Шёрёша, Йожефа Тота и Каталин Стикер.
26 февраля 1959 года смертный приговор в отношении 26-летней Катлин Стикер (Белане Хаврилы) был приведён в исполнение.

## Память в современности
После смены общественно-политического строя Венгрии Каталин Стикер считается героиней и мученицей революции. Подробно о её жизни, роли в восстании и поведении на суде рассказала Мария Витнер, ставшая видным политиком и депутатом венгерского парламента.
Имя Каталин Стикер значится на памятном знаке, установленном в Пассаже Корвина 5 декабря 2012 года Всемирной ассоциацией венгерских борцов за свободу — перечислены шесть венгерских женщин, казнённых после подавления восстания. О Каталин Стикер рассказывается в венгерском фильме 2007 года Népek Krisztusa, Magyarország 1956 — Христос народов, Венгрия 1956. Изображение Каталин Стикер стало одним из «канонических» в картинах Венгерского восстания